# Église de Männistö

L'église de Männistö (en finnois : Männistön kirkko) ou Église Saint-Jean (en finnois : Pyhän Johanneksen kirkko) est une église située à Kuopio en Finlande. 

## Galerie

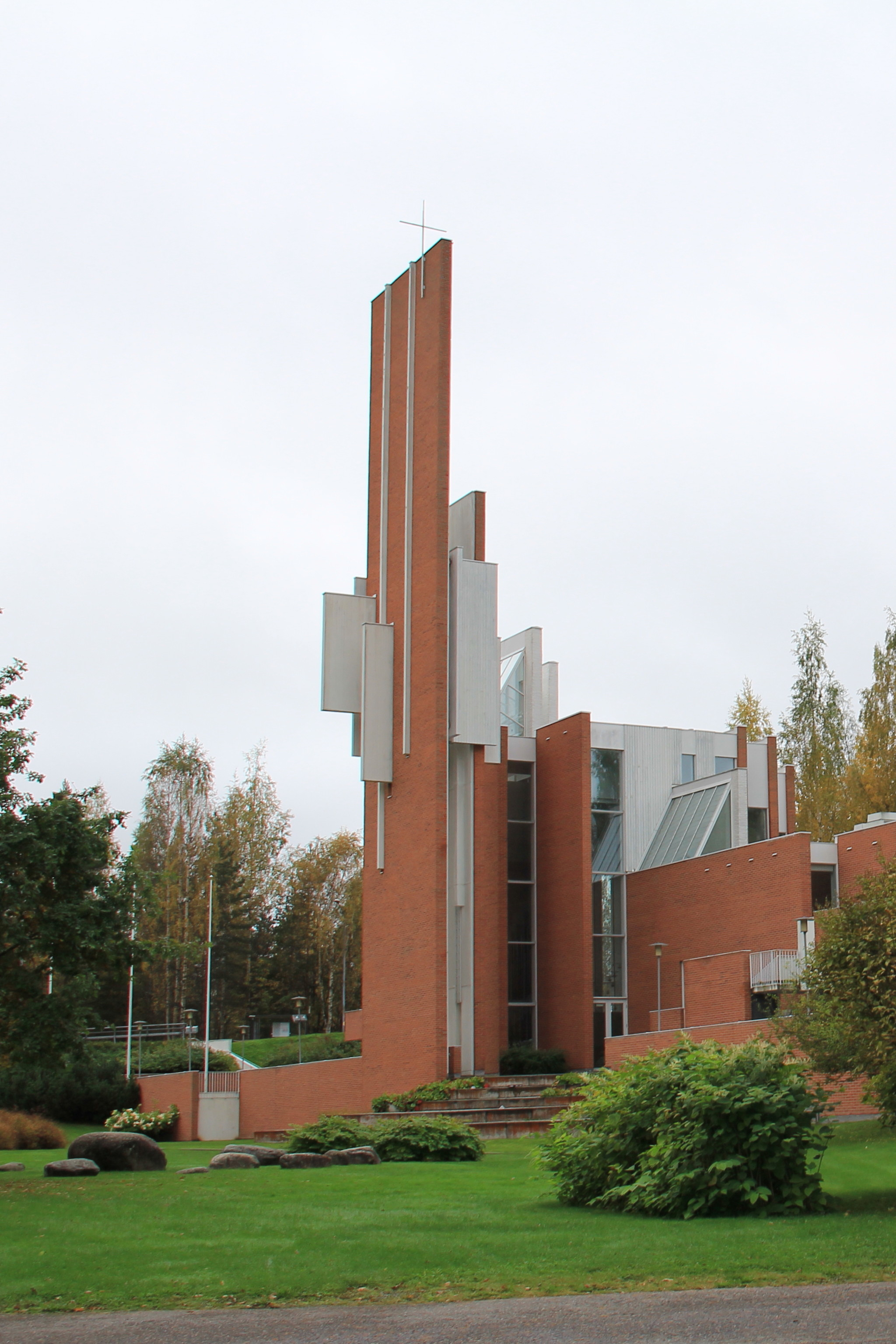
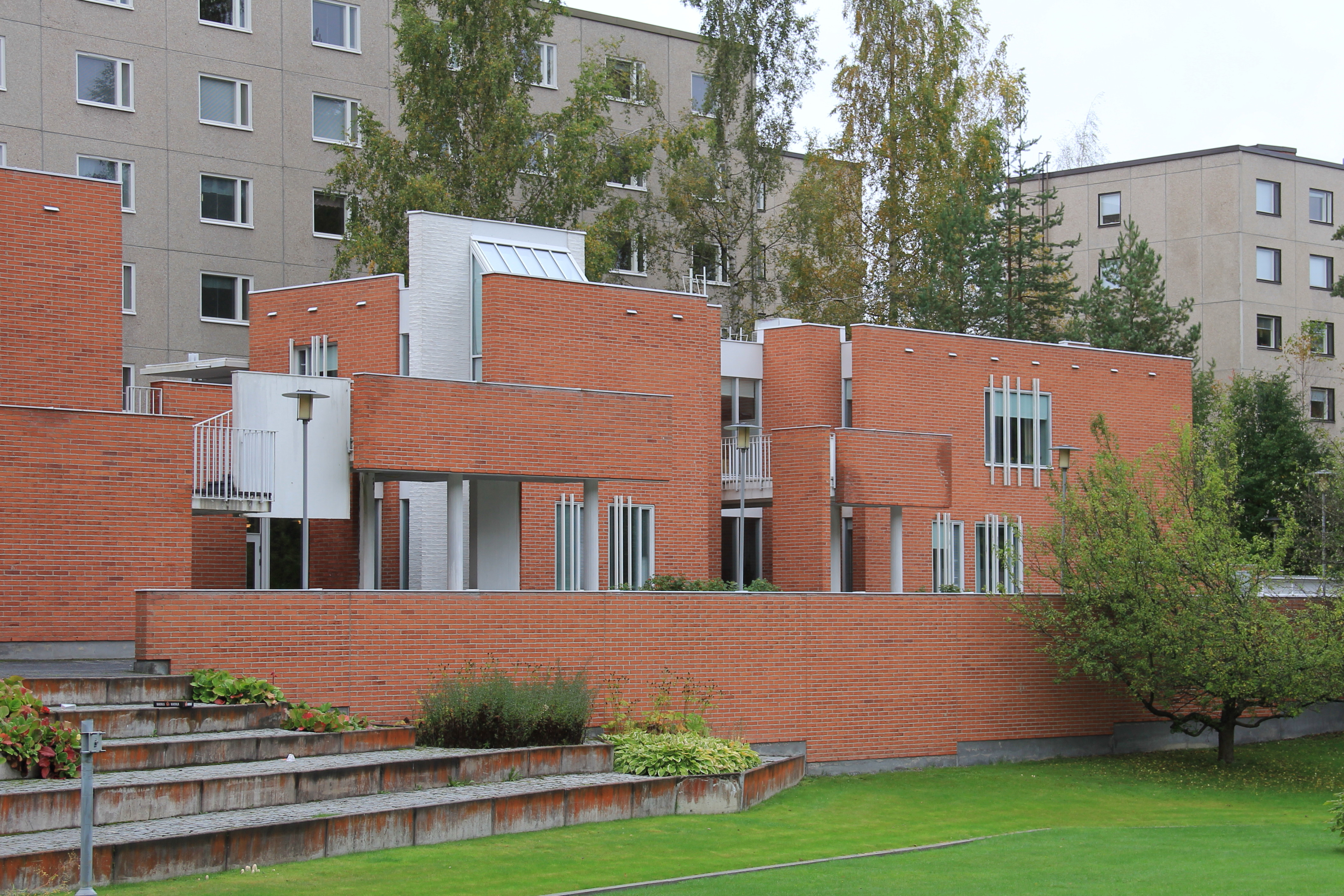
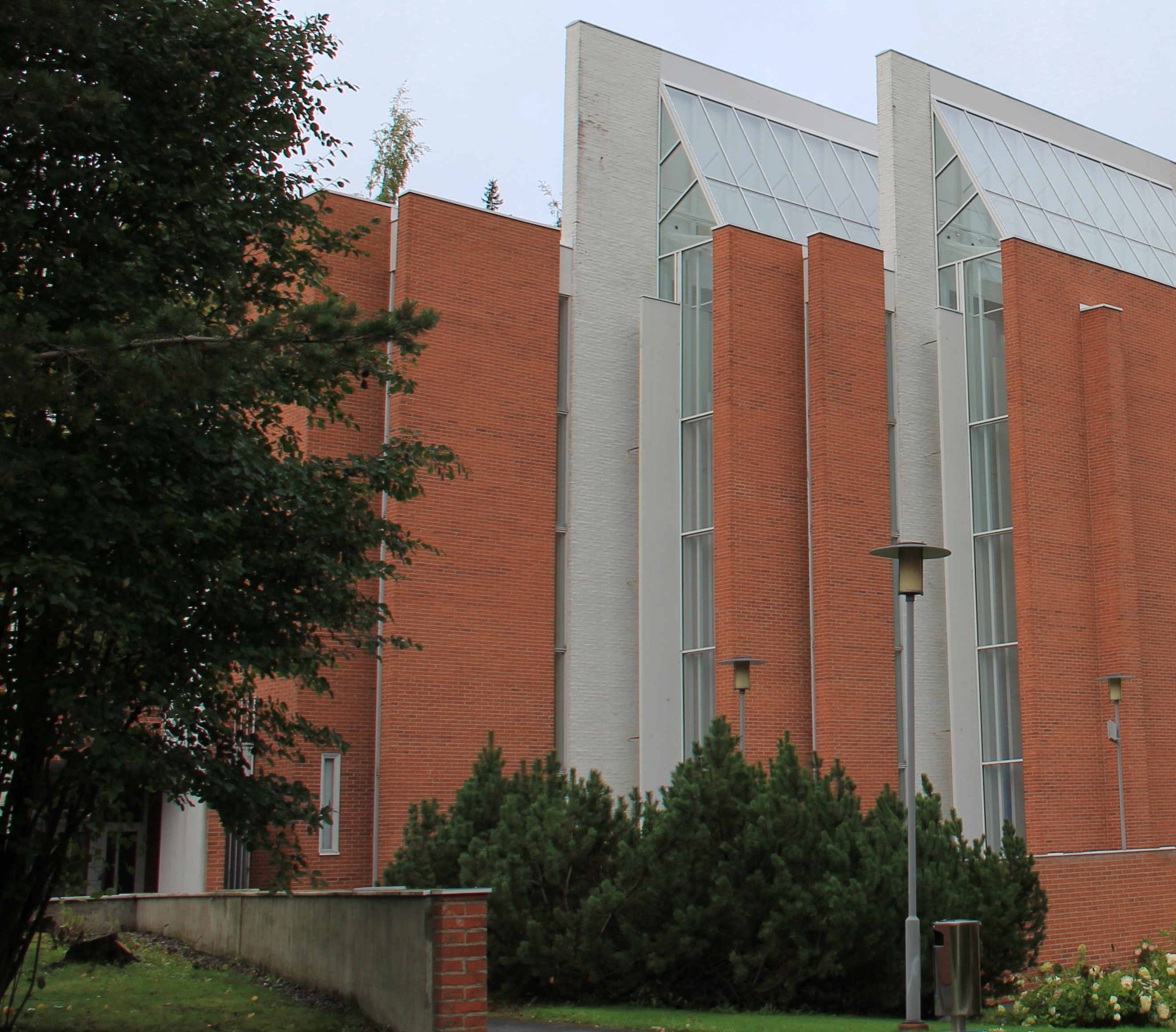
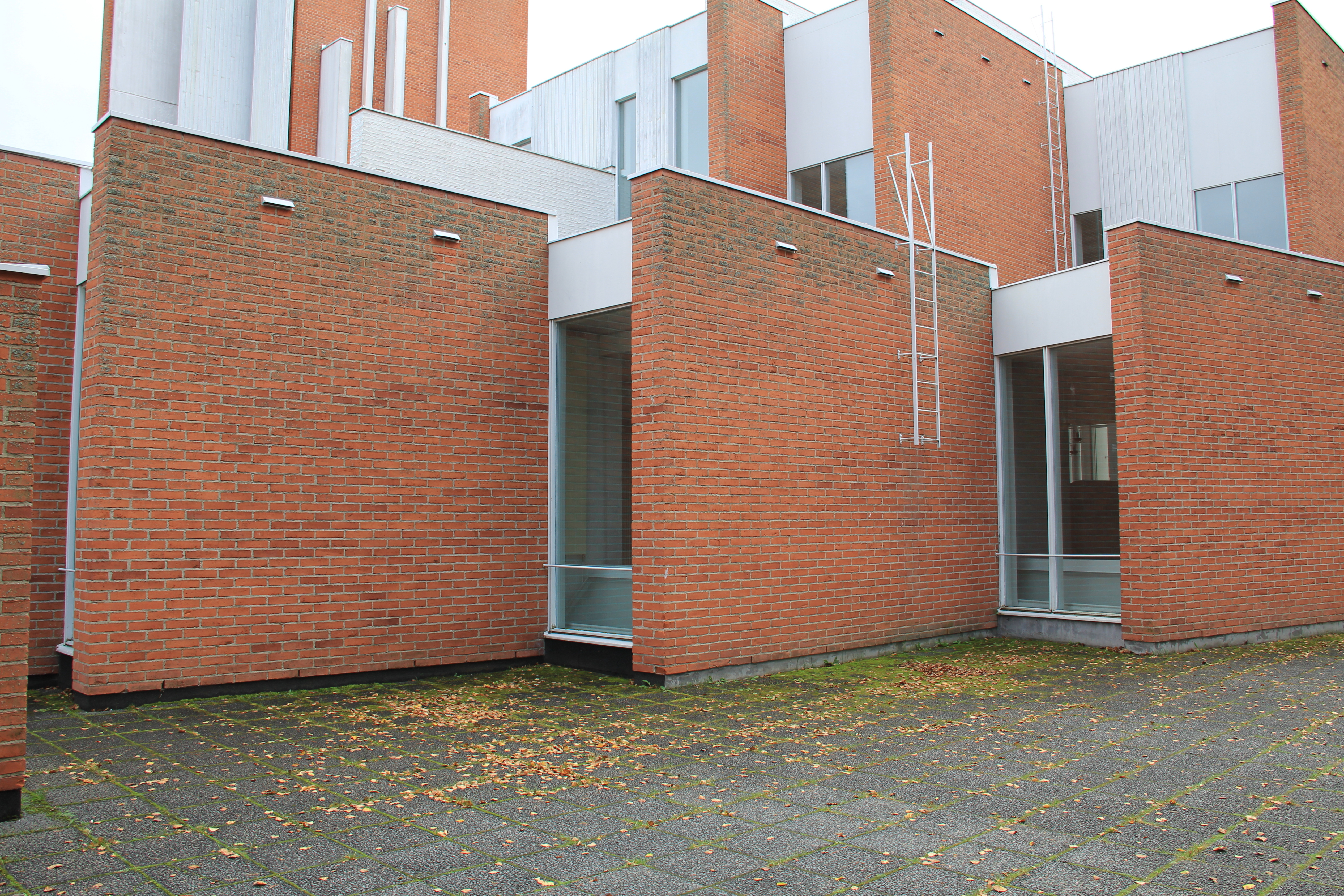
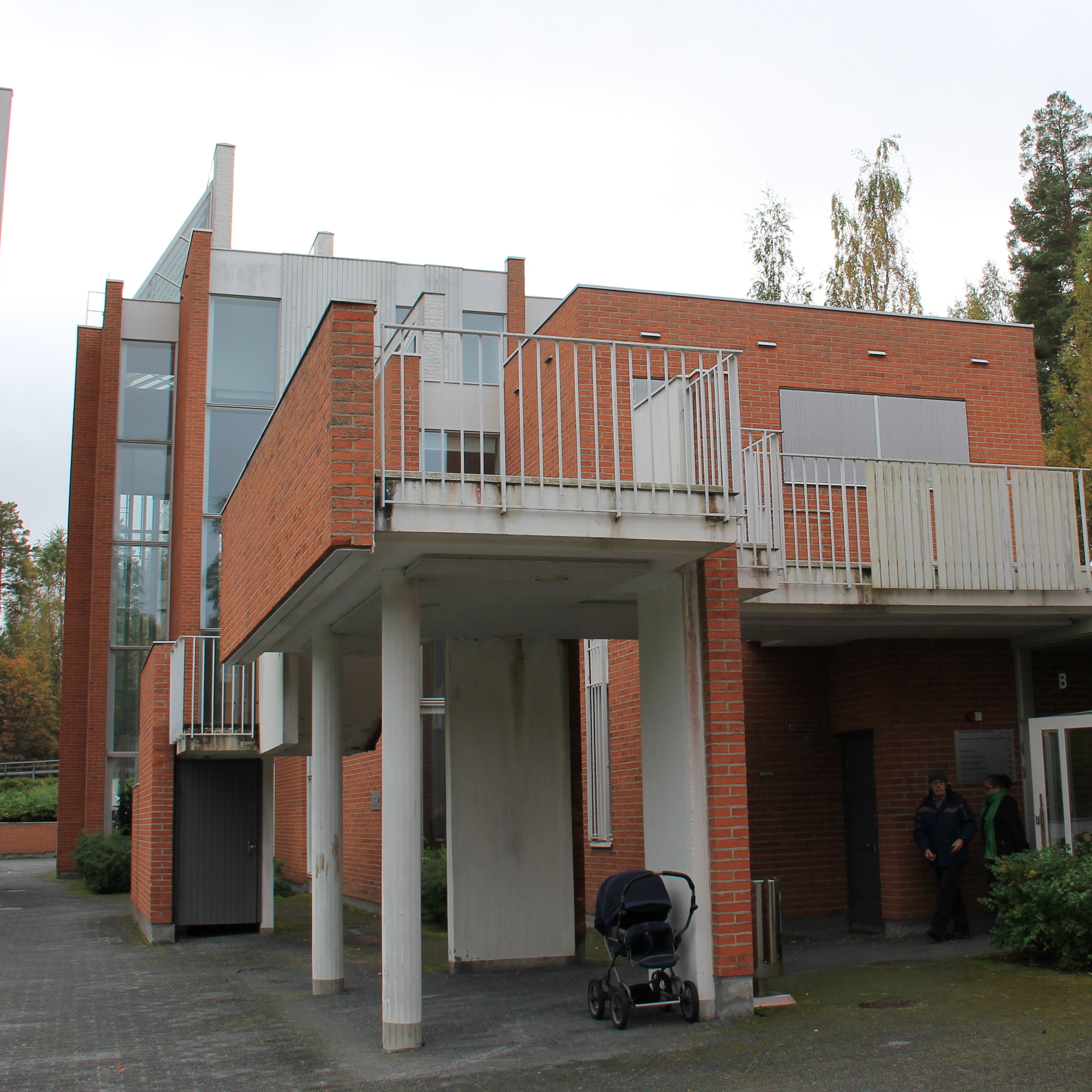